# Archips
Archips is een geslacht van vlinders uit de familie van de bladrollers (Tortricidae) en de onderfamilie Tortricinae. De wetenschappelijke naam is gepubliceerd in 1822 door Jacob Hübner.
De typesoort van het geslacht is Phalaena (Tortrix) piceana Linnaeus, 1758.

## Soorten
- A. abiephaga (Yasuda, 1975)
- A. abiephage
- A. abscisana (Zeller, 1877)
- A. adornatus
- A. aequiflexa (Meyrick, 1931)
- A. alberta (McDunnough, 1923)
- A. alcmaeonis (Meyrick, 1928)
- A. alleni Tuck, 1990
- A. arcanus Razowski, 1977
- A. argyrospila (Walker, 1863)
- A. argyrospilus
- A. asiaticus Walsingham, 1900
- A. atrolucens (Diakonoff, 1941)
- A. audax Razowski, 1977
- A. australana (Lewin, 1805)
- A. bachmanus
- A. baolokia
- A. barlowi Tuck, 1990
- A. betulana

Berkenbladroller (Hübner, 1787)
- A. biforata (Meyrick, 1930)
- A. binigrata (Meyrick, 1928)
- A. breviplicana Walsingham, 1900
- A. brunneatus
- A. bulbosus
- A. cantinus
- A. capsigerana (Kennel, 1901)
- A. carteri
- A. cerasivorana (Fitch, 1856)
- A. ceylonicus Razowski, 1977
- A. citimus Razowski, 1977
- A. clivigera (Meyrick, 1932)
- A. compitalis Razowski, 1977
- A. crassifolianus
- A. crataegana

Meidoornbladroller (Hübner, 1799)
- A. cratista (Walsingham, 1914)
- A. cremnobates (Walsingham, 1914)
- A. davisi Kawabe, 1989
- A. dichotoma Falkovich, 1965
- A. dierli Diakonoff, 1976
- A. dispilana (Walker, 1864)
- A. dispositana (Zeller, 1877)
- A. dissitana (Grote, 1879)
- A. ecclisis (Walsingham, 1914)
- A. eductana (Walker, 1863)
- A. eleagana
- A. elongatus Liu, 1987
- A. emitescens (Meyrick, 1930)
- A. endoi Yasuda, 1975
- A. enodis Razowski, 1977
- A. eupatris (Meyrick, 1908)
- A. euryplintha (Meyrick, 1924)
- A. excurvata (Meyrick, 1930)
- A. eximius Razowski, 1984
- A. expansa (Diakonoff, 1941)
- A. fervidana (Clemens, 1860)
- A. formosanus (Kawabe, 1968)
- A. fractivittana
- A. fraterna Tuck, 1990
- A. fumiferana
- A. fumosa
- A. fumosus Kodama, 1960
- A. fuscocupreana
- A. fuscocupreanus Walsingham, 1900
- A. gelophodes (Meyrick, 1936)
- A. georgiana (Walker, 1863)
- A. grisea (Robinson, 1869)
- A. gyraleus Diakonoff, 1982
- A. hemixantha (Meyrick, 1918)
- A. ignescana Kuznetsov, 1976
- A. inanis Razowski, 1977
- A. infumatana (Zeller, 1875)
- A. ingentana (Christoph, 1881)
- A. inopinatana (Kennel, 1900)
- A. insulana
- A. insulanus (Kawabe, 1965)
- A. issikii Yasuda, 1961
- A. kellerianus Liu, 1987
- A. labyrinthopa (Meyrick, 1932)
- A. lambertiana
- A. limatus Razowski, 1977
- A. machlopis (Meyrick, 1912)
- A. magnifica Tuck, 1990
- A. magnoliana (Fernald, 1892)
- A. mansueta (Meyrick, 1924)
- A. menotoma (Meyrick, 1937)
- A. meridionalis Yasuda & Kawabe, 1980
- A. mertias
- A. micaceana (Walker, 1863)
- A. mortuanus

- A. myricana
- A. myrrhophanes (Meyrick, 1931)
- A. naltarica
- A. negundana Dyar, 1902
- A. nigricaudana (Walsingham, 1900)
- A. nigriplagana Franclemont, 1986
- A. nuptana (Felder & Rogenhofer, 1875)
- A. occidentalis (Walsingham, 1891)
- A. ochrostoma (Meyrick, 1918)
- A. okuio
- A. opiparus Liu, 1987
- A. oporana (Linnaeus, 1758) - fraaie dennenbladroller
- A. packardiana (Fernald, 1890)
- A. pachyvalvus Liu, 1987
- A. paredraea (Meyrick, 1931)
- A. paterata (Meyrick, 1914)
- A. pensilis (Meyrick, 1920)
- A. peratrata
- A. peratratus Yasuda, 1961
- A. philippa (Meyrick, 1918)
- A. pinus
- A. podana

Grote appelbladroller Scopoli, 1763
- A. polygraphana (Walker, 1863)
- A. pruneticola (Meyrick, 1935)
- A. pulchra (Butler, 1879)
- A. punctiseriata (Strand, 1920)
- A. purpurana (Clemens, 1865)
- A. quinquenotata (Walker, 1863)
- A. recurvana (Zeller, 1866)
- A. rileyana (Grote, 1868)
- A. rosana (Linnaeus, 1758)
- A. rudy Razowski, 1977
- A. sayonae
- A. secura (Meyrick, 1910)
- A. securiferana (Walker, 1866)
- A. seditiosa (Meyrick, 1921)
- A. semiferanus (Walker, 1863)
- A. semistructa (Meyrick, 1937)
- A. shibatai Kawabe, 1985
- A. silvicolanus
- A. solida (Meyrick, 1908)
- A. spinatus Liu, 1987
- A. stapiana (Felder & Rogenhofer, 1875)
- A. stellata
- A. striana
- A. strianus Fernald, 1905
- A. strigopterus Liu, 1987
- A. strojny Razowski, 1977
- A. subgyraleus
- A. subrufana (Snellen, 1883)
- A. subsidiaria (Meyrick, 1924)
- A. symmetra (Meyrick, 1918)
- A. tabescens (Meyrick, 1921)
- A. taichunganus
- A. taiwanensis Kawabe, 1985
- A. termias (Meyrick, 1918)
- A. tharsaleopa (Meyrick, 1935)
- A. thysanoma (Meyrick, 1910)
- A. tsuganus (Powell, 1962)
- A. unimaculata Shiraki, 1913
- A. ursina (Meyrick, 1910)
- A. vagrans Tuck, 1990
- A. viola Falkovich, 1965
- A. vivesi
- A. wallacei Tuck, 1990
- A. xanthophilana (Walker, 1863)
- A. xylosteana (Linnaeus, 1758) - gevlamde bladroller